# Sallies historier
Sallies historier er en dansk tegnefilmserie fra 1998 i 13 afsnit instrueret af Peter Hausner og Søren Tomas efter manuskript af Kim Fupz Aakeson.
Sallies historier er en række forrygende filmfortællinger for de mindste børn og deres voksne. Kim Fupz Aakesons underfundige satire i tegnefilmens form er fuld af grotesk charme og antiautoritær livsfilosofi.

## Afsnit
Obs! Afsnittene er oplistet i alfabetisk rækkefølge. Tilføj gerne afsnitsnumre og første sendedage.
| # | Titel                               | Første sendedag |
| --- | ----------------------------------- | --------------- |
| | "Da Gud fik en hobby"               |                 |
| Da Gud havde skabt himlen og jorden, gik han på pension. Han lavede ikke noget i 1000 år. Derfor fik han lyst til en hobby. Han ville samle på musik! Han købte musikken af menneskene for biler. Gud samlede musikken på flasker, men der gik ikke lang tid, så ville Gud have mere musik. |                                     |                 |
| | "Den legetøjsløse stakkel"          |                 |
| | "Derfor prutter man"                |                 |
| | "Drengen, der spiste sin havregrød" |                 |
| Torbens forældre insisterer på, at han spiser sin havregrød hver morgen for at blive stor og stærk. Torben hader havregrød. Men tænk, en morgen er han pludselig blevet stor og stærk, og nu er det ham, der bestemmer!                                                                     |                                     |                 |
| | "Drengen, der talte ting"           |                 |
| | "Grethe Grimrian"                   |                 |
| Stakkels Grethe Grimrian har de største ører, man kan tænke sig. Og så er de gule! Folk hvisker og tisker om hendes ører. Grethe er ulykkelig. men en dag bliver Grethe endelig fri for bekymringer.                                                                                        |                                     |                 |
| | "Hr. Wilders stjerne"               |                 |
| | "Kong Gulleroth"                    |                 |
| | "Min onkel og min onkels nye hund"  |                 |
| | "Pigen, der huskede det hele"       |                 |
| | "Poulsens pirater"                  |                 |
| | "Stakkels prinsesse"                |                 |
| Det er ikke nemt at være prinsesse, når man får alt, hvad man peger på og kan bestemme alt. |                                     |                 |
| | "Verdens uartigste dreng"           |                 |